# A Föld száz legkárosabb invazív fajának listája
A Föld száz legkárosabb invazív fajának listája egy a Természetvédelmi Világszövetség által 2014-ben összeállított lista, mely az invazív fajokat listázza azok ökológiai veszélyességük alapján. A lista aktualitásának fenntartásával azóta is az IUCN invazív fajok szakértői csoportja (ISSG) foglalkozik. Ezen aktualizálás, illetve általánosságban a sorba rendezés is kifejezetten nehéz, maga a lista is elismeri, hogy "nagyon nehéz azonosítani a világ minden tájáról 100 invazív fajt, amelyek tényleg rosszabbak, mint bármelyik más".  

## A felvétel kritériumai
A lista készítése során két szempontot vesznek figyelembe: 
- Az invazív fajok biológiai sokféleségre és/vagy az emberi létre gyakorolt hatása, illetve
- A faj reprezentációs hatása, mellyel rávilágít a biológiai invázióval kapcsolatos fontos kérdésekre.[1]

Az ISSG az "egy nemzetségből csak egy fajt" elvet követi a lista létrehozása során.

## A fajok listája
| Faj latin megnevezése                                               | Típus            | Magyar név                                    | Eredeti elterjedési területe                                              | Invazivitási területe                                                                                           |
| ------------------------------------------------------------------- | ---------------- | --------------------------------------------- | ------------------------------------------------------------------------- | --- |
| Acacia mearnsii                                                     | cserje           | -                                             | Ausztrália                                                                | Észak-Amerika, Dél-Amerika, Ázsia, Európa, a Csendes-óceán és az Indiai-óceán szigetei, Afrika és Új-Zéland.    |
| Acridotheres tristis                                                | madár            | pásztormejnó                                  | Dél-Ázsia                                                                 | Ausztrália, Hawaii és Fidzsi. Potenciálisan invazívvá válhat Európa különféle részein is.                       |
| Aedes albopictus                                                    | rovar            | ázsiai tigrisszúnyog, ázsiai zebraszúnyog     | Ázsia trópusi részei                                                      | világszerte |
| Anopheles quadrimaculatus                                           | rovar            | maláriaszúnyog                                | -                                                                         | Észak-Amerika                                                                                                   |
| Anoplolepis gracilipes                                              | rovar            | sárga őrült hangya                            | Délkelet-Ázsia                                                            | Ausztrália, Hawaii és az Indiai-óceán szigetvilága.                                                             |
| Anoplophora glabripennis                                            | rovar            | ázsiai hosszúcsápú cincér                     | Kelet-Ázsia                                                               | Észak-Amerika, illetve potenciálisan invazívvá válhat Európa külöünféle részein is.                             |
| Aphanomyces astaci                                                  | egysejtű         | -                                             | Észak-Amerika                                                             | Európa |
| Ardisia elliptica                                                   | fa               | -                                             | Dél-, és Délkelet-Ázsia                                                   | Ausztrália trópusi vidékei, Dél-Florida, a Karib-szigetek, illetve az Indiai-, és a Csendes-óceán szigetvilága. |
| Arundo donax                                                        | fűféle           | olasznád                                      | Közel-Kelet                                                               | Kalifornia |
| Asterias amurensis                                                  | tengeri csillag  | -                                             | Csendes-óceán északi, hidegvizű partszakaszai                             | Ausztrália déli partjai                                                                                         |
| Banana bunchy top virus (BBTV)                                      | vírus            | banángyűrő vírus                              | -                                                                         | világszerte |
| Batrachochytrium dendrobatidis                                      | gomba            | -                                             | -                                                                         | Ausztrália és Panama                                                                                            |
| Bemisia tabaci                                                      | rovar            | -                                             | India                                                                     | világszerte |
| Boiga irregularis                                                   | hüllő            | barna macskakígyó                             | Wallacea (Indonézia), Új-Guinea, Melanézia, Észak- és Kelet-Ausztrália    | Guam |
| Bufo marinus = Rhinella marina                                      | kétéltű          | agavarangy, óriásvarangy                      | Dél-Amerika északi része, illetve Közép-Amerika                           | Ausztrália, Melanézia, a Csendes-óceán térsége, Fülöp-szigetek, Tajvan és a Karib-térség.                       |
| Capra hircus                                                        | emlős            | kecske                                        | -                                                                         | Világszerte |
| Carcinus maenas                                                     | rákféle          | pari tarisznyarák                             | Európa és Észak-Afrika                                                    | Észak-Amerika, Ausztrália, illetve Dél-Amerika és Dél-Afrika egyes területei.                                   |
| Caulerpa taxifolia                                                  | alga             | gyilkos alga                                  | Indiai-óceán                                                              | Földközi-tenger                                                                                                 |
| Cecropia peltata                                                    | fa               | -                                             | Közép- és Dél-Amerika trópusi területei                                   | Malajzia, Afrika és a Csendes-óceán térsége                                                                     |
| Cercopagis pengoi                                                   | rákféle          | -                                             | Kaszpi-tenger, Aral-tó                                                    | Kelet-Európa és a Balti tenger                                                                                  |
| Cervus elaphus                                                      | emlős            | gímszarvas                                    |                                                                           | Dél-Amerika, Új-Zéland és Ausztrália                                                                            |
| Chromolaena odorata                                                 | növény           | -                                             | Dél- és Közép-Amerika                                                     | Afrika, Ázsia és Csendes-óceán trópusi területei                                                                |
| Cinara cupressi                                                     | rovar            | ciprus levéltetű                              |                                                                           | világszerte |
| Cinchona pubescens                                                  | fa               | vörös kínafa                                  | Közép- és Dél-Amerika                                                     | Hawaii, Galapagos-szigetek, Tahiti                                                                              |
| Clarias batrachus                                                   | hal              | békaharcsa                                    | Délkelet-Ázsia                                                            | Észak-Amerika                                                                                                   |
| Clidemia hirta                                                      | cserje           | szappanbokor                                  |                                                                           | Hawaii, Indiai-óceán szigetei (Seychelle-szigetek), Maláj-félsziget, és Mikronézia egyes részei (Palau).        |
| Coptotermes formosanus                                              | rovar            | Formosa termesz                               | Japán és Kína déli része, illetve Tajvan                                  | Dél-Afrika, Hawaii, Észak-Amerika                                                                               |
| Cryphonectria parasitica                                            | gomba            | gesztenyepenész                               |                                                                           | Észak-Amerikai                                                                                                  |
| Cyprinus carpio                                                     | hal              | ponty                                         |                                                                           | világszerte |
| Dreissena polymorpha                                                | puhatestű        | vándorkagyló                                  | Kelet-Európa                                                              | Észak-Amerika és Nyugat-Európa                                                                                  |
| Eichhornia crassipes                                                | vizinövény       | közönséges vízijácint                         | Dél-Amerika                                                               | világszerte |
| Eleutherodactylus coqui                                             | kétéltű          | kokibéka                                      | Puerto Rico                                                               | Hawaii, Virgin-szigetek, Dominicai Köztársaság és Florida.                                                      |
| Eriocheir sinensis                                                  | rákféle          | gyapjasollós rák                              | Kelet-Ázsia                                                               | Európa és Észak-Amerika                                                                                         |
| Euglandina rosea                                                    | puhatestű        | kannibálcsiga                                 | Az USA délkeleti része                                                    | Az Indiai- és a Csendes-óceán térsége                                                                           |
| Euphorbia esula                                                     | növény           | sárkutyatej, farkas kutyatej                  | Európa és Ázsia mérsékelt éghajlati övezetei                              | világszerte |
| Felis catus                                                         | emlős            | házimacska                                    |                                                                           | világszerte |
| Gambusia affinis                                                    | hal              | szúnyogirtó fogasponty                        | Az USA keleti és déli területeinek édesvizei                              | világszerte |
| Hedychium gardnerianum                                              | növény           | -                                             |                                                                           | |
| Herpestes javanicus                                                 | emlős            | jávai mongúz, aranymanguszta, maláj ichneumon | Dél- és Délkelet-Ázisa                                                    | Dél-Amerika, Horvátország, Amami-szigetek, Fidzsi-szigetek, Hawaii és a Karib-térség                            |
| Hiptage benghalensis                                                | cserje           | hiptage                                       | Dél- és Délkelet-Ázsia                                                    | Reunion, Mauritus és Ausztrália esőerdőei.                                                                      |
| Imperata cylindrica                                                 | fűféle           | alangfű                                       | Ázsia                                                                     | világszerte |
| Lantana camara                                                      | cserje           | sétányrózsa, színváltóvirág                   | -                                                                         | világszerte |
| Lates niloticus                                                     | hal              | nílusi sügér                                  | Afrika                                                                    | világszerte |
| Leucaena leucocephala                                               | fa               | árvamimóza                                    | Közép-Amerika                                                             | Világszerte a forró égövi területeken                                                                           |
| Ligustrum robustum                                                  | cserje           | -                                             | Dél- és Délkelet-Ázsia                                                    | Mascarenhas-szigetcsoport                                                                                       |
| Linepithema humile                                                  | rovar            | argentín hangya                               | Dél-Amerika                                                               | világszerte |
| Lissachatina fulica                                                 | puhatestű        | közönséges achátcsiga                         | Nyugat-Afrika                                                             | Dél-Ázsia, Délkelet-Ázsia, Kelet-Ázsia, az Indiai- és a Csendes-óceán szigetvilága, Karib-térség                |
| Lymantria dispar                                                    | rovar            | gyapjaslepke                                  |                                                                           | világszerte |
| Lythrum salicaria                                                   | növény           | réti füzény                                   |                                                                           | |
| Macaca fascicularis                                                 | emlős            | közönséges makákó, jávai makákó               | Délkelet-Ázsia                                                            | Mauritius, Palau, Hong Kong és Indonézia bizonyos területei (pl.Tindzsil, Papua).                               |
| Melaleuca quinquenervia                                             | fa               | niaouli                                       | Új-Kaledónia, Pápua Új-Guinea, Ausztrália keleti partszakaszai            | Florida |
| Miconia calvescens                                                  | fa               | bársonyfa                                     | Dél-Amerika trópusi esőerdejei                                            | Csendes-óceán szigetvilága, Hawaii, Tahiti                                                                      |
| Micropterus salmoides                                               | hal              | pisztrángsügér                                | Az Amerikai Egyesült Államok keleti területei                             | világszerte |
| Mikania micrantha                                                   | kúszónövény      | -                                             | Közép- és Dél-Amerika                                                     | Csendes-óceán szigetvilága                                                                                      |
| Mimosa pigra                                                        | cserje           | -                                             | Dél-Amerika                                                               | Délkelet-Ázsia és Ausztrália                                                                                    |
| Mnemiopsis leidyi                                                   | fésű medúza      | -                                             | Amerika mérsékelt és szubtrópusi folyótorkolatai az Atlanti-óceán partján | Délkelet-Európa vizei (Fekete-tenger, Azovi-tenger, Kaszpi-tenger, Égei-tenger, Márvány-tenger folyótorkolatai) |
| Mus musculus                                                        | emlős            | házi egér                                     | Dél-Ázsia                                                                 | világszerte |
| Mustela erminea                                                     | emlős            | hermelin                                      | Az északi félteke mérsékelt égövi terkületei                              | Új-Zéland |
| Myocastor coypus                                                    | emlős            | nutria, hódpatkány, mocsári hód               | Dél-Amerika                                                               | Észak-Amerika, Európa, Ázsia                                                                                    |
| Morella faya                                                        | cserje           | tűzfa                                         | Azori-szigetek, Madeira-szigetek, Kanári-szigetek                         | Hawaii, Új-Zéland, Ausztrália.                                                                                  |
| Mytilus galloprovincialis                                           | puhatestű        | -                                             | Földközi-, illetve Fekete-tenger partjai                                  | világszerte |
| Oncorhynchus mykiss                                                 | hal              | szivárványos pisztráng                        | Észak-Amerika nyugati területei                                           | világszerte |
| Ophiostoma ulmi sensu lato                                          | gomba            | szilfavész                                    | Ázsia                                                                     | Európa, Észak-Amerika                                                                                           |
| Opuntia stricta                                                     | cserje           | -                                             | Közép-Amerika                                                             | Dél-Afrika, Ázsia                                                                                               |
| Oreochromis mossambicus                                             | hal              | mozambiki tilápia                             |                                                                           | világszerte |
| Oryctolagus cuniculus                                               | emlős            | üregi nyúl                                    | Délnyugat-Európa, Észak-Afrika                                            | Ausztrália, Új-Zéland                                                                                           |
| Pheidole megacephala                                                | rovar            | oroszlánhangya                                | Dél-Afrika                                                                | Ausztrália, Florida                                                                                             |
| Phytophthora cinnamomi                                              | gomba            | fahéjgomba                                    |                                                                           | |
| Pinus pinaster                                                      | fa               | tengerparti fenyő                             | Földközi-tenger medencéje                                                 | Dél-Afrika |
| Plasmodium relictum                                                 | egysejtű         | malária                                       |                                                                           | Hawaii |
| Platydemus manokwari                                                | laposféreg       | új-guineai laposféreg                         | Új-Guinea                                                                 | Csendes-óceán szigetvilága                                                                                      |
| Pomacea canaliculata                                                | puhatestű        | óriás almacsiga                               | Dél-Amerika                                                               | Délkelet-Ázsia, Hawaii                                                                                          |
| Potamocorbula amurensis                                             | puhatestű        | -                                             |                                                                           | |
| Prosopis glandulosa                                                 | fa               | -                                             |                                                                           | |
| Psidium cattleianum                                                 | cserje           | eperguava                                     | Brazília                                                                  | Mauritus, Hawaii                                                                                                |
| Pueraria montana var. lobata                                        | kúszónövény      | kudzu nyílgyökér                              | Délkelet- és Kelet-Ázsia                                                  | világszerte |
| Pycnonotus cafer                                                    | madár            | kormos bülbül, kafferbülbül                   | Dél- és Délkelet-Ázsia                                                    | Csendes-óceán szigetvilága                                                                                      |
| Lithobates catesbeianus                                             | kétéltű          | ökörbéka                                      | Észak-Amerika keleti fele                                                 | Közép- és Dél-Amerika, Nyugat-Európa, Kelet-Ázsia                                                               |
| Reynoutria japonica (syns. Fallopia japonica, Polygonum cuspidatum) | cserje           | ártéri japánkeserűfű                          | Japán                                                                     | Észak-Amerika, Európa                                                                                           |
| Rattus rattus                                                       | emlős            | házi patkány                                  |                                                                           | világszerte |
| Rubus ellipticus                                                    | cserje           | -                                             | Dél-Ázsia                                                                 | Hawaii |
| Salmo trutta                                                        | hal              | sebes pisztráng                               | Európa, Közép-Ázsia, Észak-Afrika (Atlasz-hegység)                        | világszerte |
| Salvinia molesta                                                    | úszó vizipáfrány | óriás salvinia                                |                                                                           | |
| Schinus terebinthifolius                                            | fa               | rózsaszín bors                                | Dél-Amerika                                                               | Észak-Amerika, Ausztrália, Karib-térség és a Csendes-óceán szigetvilága                                         |
| Sciurus carolinensis                                                | emlős            | keleti szürkemókus                            | Észak-Amerika keleti területei                                            | Brit-szigetek, Olaszország, Dél-Afrika                                                                          |
| Solenopsis invicta                                                  | rovar            | vörös tűzhangya                               | Dél-Amerika trópusi területei                                             | Ausztrália, Új-Zéland, Délkelet-Ázsia, Karib-szigetek, USA                                                      |
| Spartina anglica                                                    | fűféle           | közönséges zsinórfű                           |                                                                           | |
| Spathodea campanulata                                               | fa               | afrikai tulipánfa                             | Nyugat-Afrika                                                             | Csendes-óceán szigetvilága                                                                                      |
| Sphagneticola trilobata                                             | növény           | -                                             | Közép-Amerika                                                             | világszerte |
| Sturnus vulgaris                                                    | madár            | seregély                                      | Eurázsia                                                                  | Észak-Amerika, Ausztrália, Új-Zéland                                                                            |
| Sus scrofa                                                          | emlős            | vaddisznó                                     |                                                                           | világszerte |
| Tamarix ramosissima                                                 | cserje           | szürke tamariska                              | Eurázsia                                                                  | Nyugat-USA, Észak-Mexikó                                                                                        |
| Trachemys scripta elegans                                           | hüllő            | vörösfülű ékszerteknős                        | Az USA keleti része, Észak-Mexikó                                         | Kelet-Ausztrália                                                                                                |
| Trichosurus vulpecula                                               | emlős            | közönséges rókakuzu                           |                                                                           | Új-Zéland |
| Trogoderma granarium                                                | rovar            | koprabogár                                    |                                                                           | |
| Ulex europaeus                                                      | cserje           | európai sünzanót                              |                                                                           | |
| Undaria pinnatifida                                                 | alga             | wakame                                        | Japán                                                                     | Új-Zéland, az Egyesült Államok, Nyugat-Európa, Argentína, Ausztrália és Mexikó                                  |
| Vespula vulgaris                                                    | rovar            | kecskedarázs                                  | az északi félteke mérsékelt égövi területei (Paleartikum)                 | Ausztrália, Új-Zéland                                                                                           |
| Vulpes vulpes                                                       | emlős            | vörös róka                                    | északi félteke                                                            | Ausztrália |
| Wasmannia auropunctata                                              | rovar            | kis tűzhangya                                 | Közép- és Dél-Amerika                                                     | Közép-Afrika, Csendes-óceán térsége, Karib-térség                                                               |

## Fordítás
- Ez a szócikk részben vagy egészben  a(z)   100 of the World's Worst Invasive Alien Species című angol Wikipédia-szócikk ezen változatának fordításán alapul.  Az eredeti cikk szerkesztőit annak laptörténete sorolja fel. Ez a jelzés csupán a megfogalmazás eredetét és a szerzői jogokat jelzi, nem szolgál a cikkben szereplő információk forrásmegjelöléseként.